# Noruega en el Festival de la Canción de Eurovisión 2010
Noruega participará en la edición del Festival de la Canción de Eurovisión 2010, tras ganar el Festival de la Canción de Eurovisión 2009, con Alexander Rybak y su canción Fairytale con 387 puntos. Debido a esto, el país será el anfitrión del festival. El festival ha sido previsto inicialmente para la semana del 24 al 30 de mayo de 2010. Estas fechas serán cambiadas posiblemente al coincidir con la final de la UEFA Champions League, el mismo sábado. Será celebrado probablemente en Oslo, capital de Noruega, aunque hay otras ciudades que se perfilan también como sedes, como por ejemplo Bergen(sede en 1986), Lillehammer, sede del Festival de Eurovisión Infantil 2004, Hamar, Trondheim, Stavanger y Tromsø.

## Sede
Finalmente donde se hará el festival de 2010 será a 15 minutos de la capital, en la ciudad de Bærum, en el estadio Telenor Arena.